# Brzohode
Brzohode (en serbe cyrillique : Брзоходе) est un village de Serbie situé dans la municipalité de Žabari, district de Braničevo. Au recensement de 2011, il comptait 668 habitants.

## Démographie
| 1948  | 1953  | 1961  | 1971  | 1981  | 1991  | 2002 | 2011 |
| ----- | ----- | ----- | ----- | ----- | ----- | ---- | ---- |
| 1 869 | 1 841 | 1 717 | 1 576 | 1 447 | 1 225 | 825  | 668  |

|  |